# Dasineura prunicola
Dasineura prunicola är en tvåvingeart som först beskrevs av Hugh Low 1889.  Dasineura prunicola ingår i släktet Dasineura och familjen gallmyggor. Inga underarter finns listade i Catalogue of Life.